# James W. Hall
James Wilson Hall (Kentucky, 1947) is een Amerikaans auteur van thrillers. Hall werd geboren in Kentucky maar resideert al jaren in Key Largo, Florida.
Hall studeerde Literatuur aan het Florida Presbyterian College (tegenwoordig het Eckerd College). In 1973 promoveerde hij aan de Universiteit van Utah in de Literatuur.
Naast het schrijven doceerde hij literatuur en creatief schrijven aan de Florida International University.